# The End Complete
The End Complete er det tredje album af det amerikanske dødsmetal-band Obituary, som blev udgivet i 1992 gennem Roadrunner Records. 
Med et salg på 100.000 eksemplarer i USA er The End Complete Obituarys bedstsælgende album. Albumomslaget introducerede også gruppens nye logo, som blev det bedstsælgende t-shirtaftryk i Roadrunners historie. 

## Spor
1. "I'm in Pain" – 4:01
2. "Back to One" – 3:42
3. "Dead Silence" – 3:21
4. "In the End of Life" – 3:41
5. "Sickness" – 4:06
6. "Corrosive" – 4:11
7. "Killing Time" – 3:59
8. "The End Complete" – 4:03
9. "Rotting Ways" – 5:13

### Bonusspor fra 1997 genudgivelse
1. "10. I'm In Pain" [live] (04:49)
2. "11. Killing Time" [live] (04:01)